# 挪威王位继承

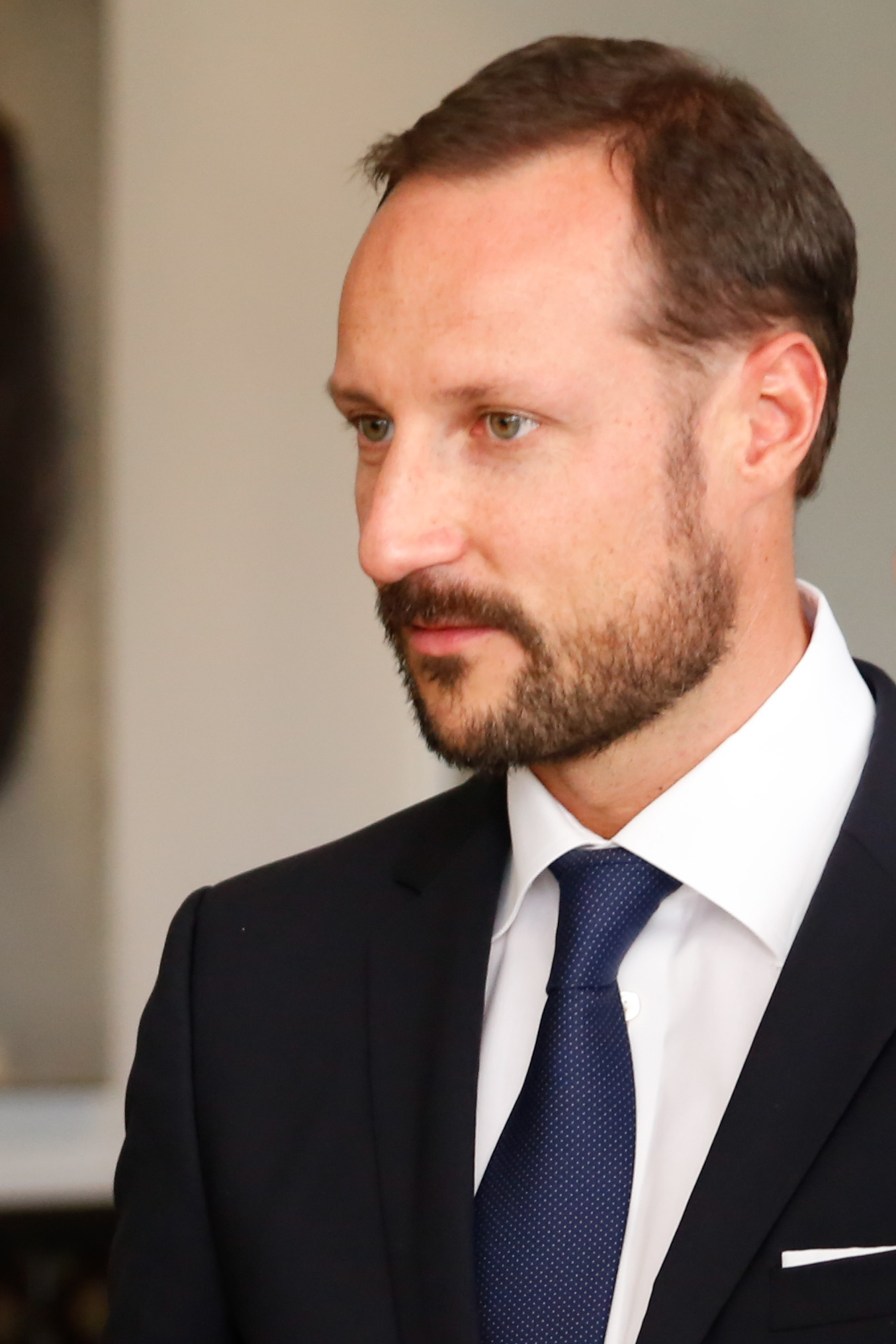
挪威王储哈康

挪威王位继承顺序由有权成为挪威國家元首的人组成。
王位继承目前由挪威宪法第6条管辖，最近于1990年修改，在国王哈拉尔五世的子女和其他合格后裔中引入绝对長子繼承制（排行最长的子女继承王位）。1971年到1990年间根据男性优先长子继承制排名；哈康王储及其合格的后代因此优先于他的姐姐玛塔·路易斯公主及其合格的后代。
只有统治君主的合法后裔和统治君主的兄弟姐妹及其合法的后代才能继承王位。国王的姐姐阿斯特丽公主及其后代，以及国王已故的大姐拉格茜尔公主的后代，根据1971年以前的长子继承制，被排除在继承权之外。
在继承王位（并且已经成年）时，宪法第9条要求挪威君主在议会成员面前宣誓。

## 王位继承顺序

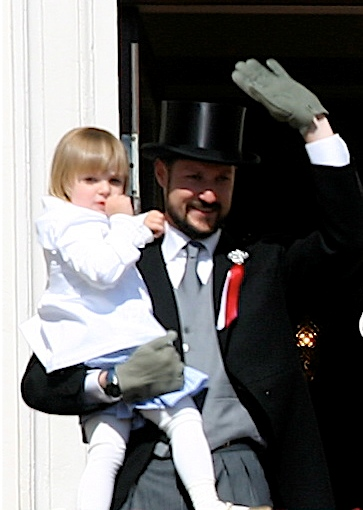
哈康王储和他的女儿英格丽·亚莉珊德拉公主

- 哈康七世
- 奧拉夫五世(1957年-1991年)
- 哈拉尔五世国王 （生于1937年）
  - (1) 哈康王储 （生于1973年）[1][2]
    - (2) 英格丽·亚莉珊德拉公主 （生于2004年）[1][3]
    - (3) 斯维尔·马格努斯王子 （生于2005年）[1][4]

  - (4) 玛塔·路易斯公主 （生于1971年）[1][5]
    - (5) 莫德·贝恩 （生于2003年）[1]
    - (6) 利亚·贝恩 （生于2005年）[1]
    - (7) 埃玛·贝恩 （生于2008年）[1]